# Cochrane (Wisconsin)
Pour les articles homonymes, voir Cochrane.
Cochrane est un village du comté de Buffalo, dans l'État du Wisconsin, aux États-Unis. En 2020, il comptait une population de 423 habitants.